# Jugement de Salomon
Pour les articles homonymes, voir Le Jugement de Salomon (homonymie).

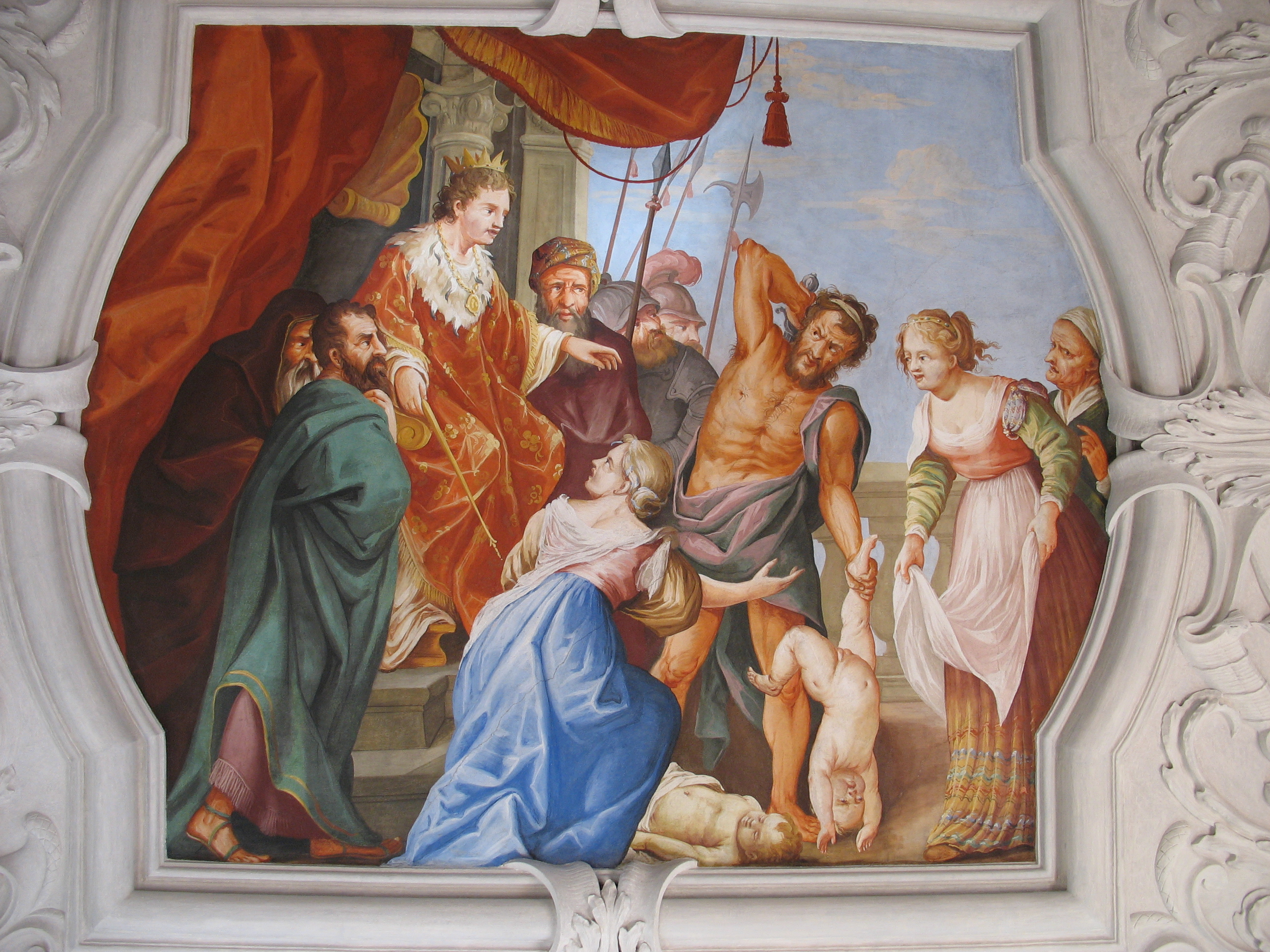
Fresque sur le Jugement de Salomon au Sanctuaire de Frauenberg.

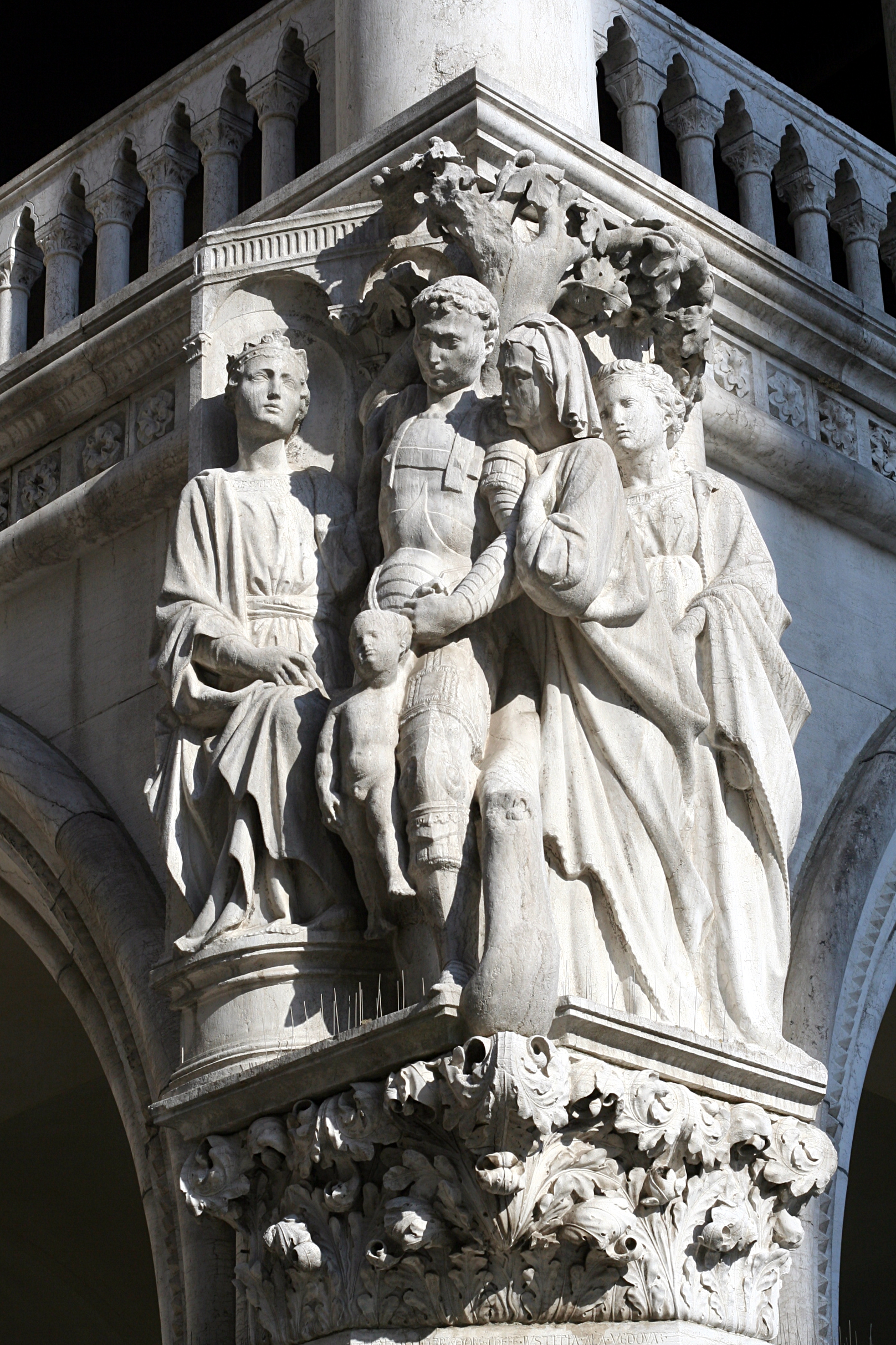
Groupe sculpté Le Jugement de Salomon (1430), ornant le chapiteau du pilier d'angle nord-ouest du Palais des Doges à Venise.

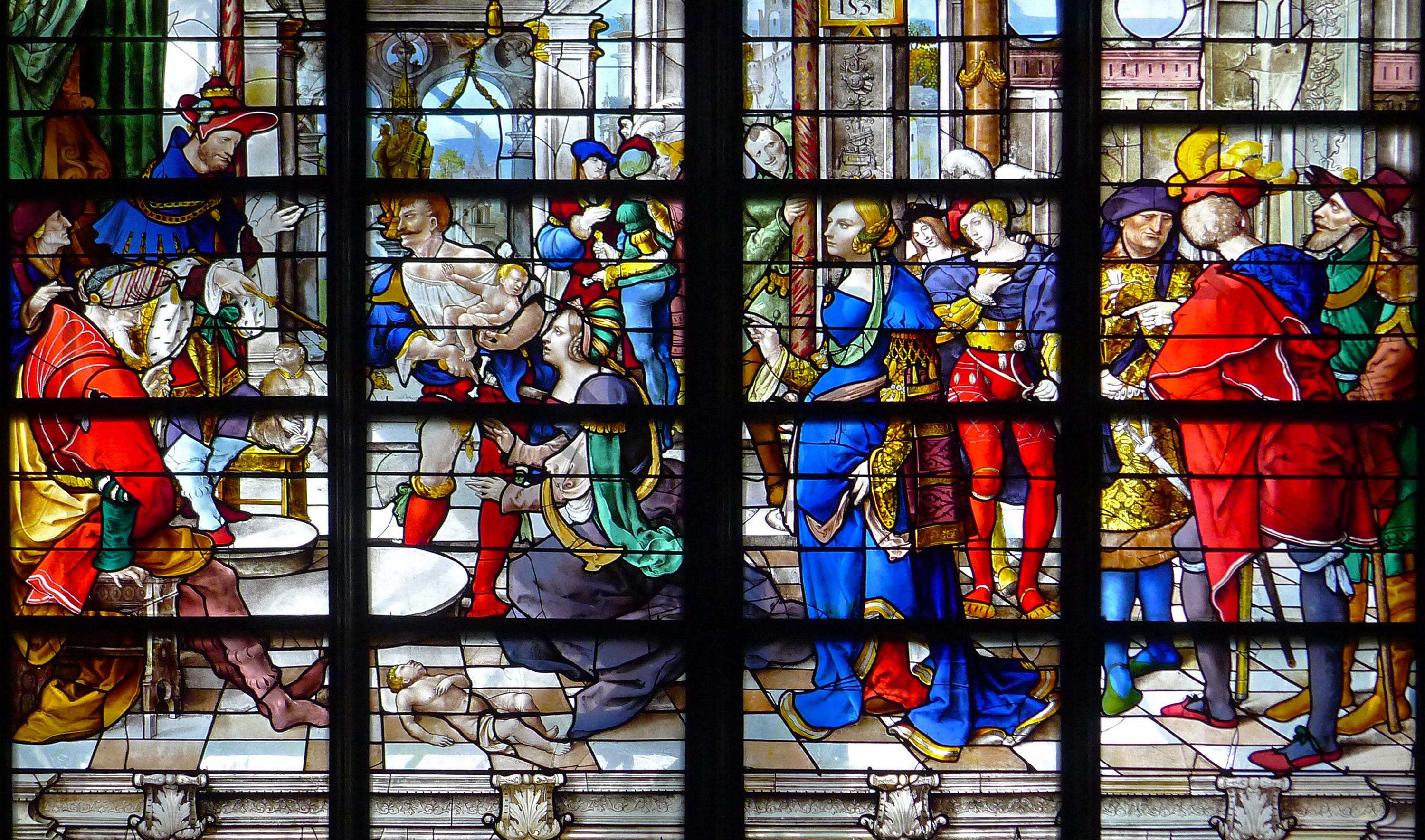
Détail du vitrail La sagesse de Salomon, église Saint-Gervais-Saint-Protais de Paris (Jean Chastellain, XVIe siècle).

Le jugement de Salomon est une décision ou proposition de conclusion s'inspirant d'une histoire de la Bible hébraïque, laquelle met en scène Salomon, à la tête du royaume d'Israël, tranchant avec sagesse le litige opposant deux femmes, qui revendiquent chacune la maternité du même enfant.
Le Premier Livre des Rois (3, 16-28) dit que le différend oppose deux femmes ayant chacune mis au monde un enfant, mais l'un était mort étouffé. Elles se disputèrent alors l'enfant survivant. Pour régler ce désaccord, Salomon réclama une épée et ordonna : « Partagez l'enfant vivant en deux et donnez une moitié à la première et l'autre moitié à la seconde ». L'une des femmes déclara qu'elle préférait renoncer à l'enfant plutôt que de le voir mourir. De ce fait, Salomon reconnut la  véritable mère de l'enfant. Il lui donna le nourrisson et sauva ainsi la vie de l'enfant.
La leçon magistrale de ce jugement est de parvenir justement à se détacher de l'égalité, en apparence satisfaisante, et à rechercher la vraie justice. L'analyse des émotions ayant conduit au litige (la jalousie pour celle qui n'est pas mère, l'instinct maternel pour l'autre) est plus importante que les indices matériels. L'apaisement des parties, conséquence d'une vraie justice, prend en compte les émotions sous-jacentes. La vraie mère garde l'enfant, la jalouse est punie : les mauvaises intentions sont mises en échec, l'amour est récompensé. On peut utiliser cette parabole comme illustration du précepte que justice n'est pas égalité.
Le rôle du juge apparaît différent de ce qu'il a pu devenir : plus qu'une "bouche de la loi", un égalisateur, il est acteur et parvient à un verdict fort. On voit ici le rôle de juge peint davantage comme l'expression d'une sagesse, d'une connaissance de l'homme, que comme une expertise règlementaire.

## Postérité
D'autres jugements s'inspirant peut-être de cette histoire figurent dans de nombreuses traditions, par exemple celle du juge Bao.
L'expression désigne aussi — au contraire du jugement biblique qui était un stratagème pour identifier la vraie mère — un jugement ou une conclusion renvoyant à dos deux parties en conflit, et possiblement inéquitable.
Elle a également donnée naissance à la pièce Le Cercle de craie caucasien de Bertolt Brecht.

## Représentations imagées
- Fresque de Raphaël.
- Eau-forte de Gustave Doré.
- Le Jugement de Salomon par William Blake
- Vitrail de la Sagesse de Salomon dans l'église Saint-Gervais-Saint-Protais de Paris.
- Le Jugement de Salomon par Frans Floris.
- Le Jugement de Salomon par Nicolas Poussin.
- Le Jugement de Salomon par Valentin de Boulogne.
- Le Jugement de Salomon par José de Ribera (XVIIe siècle)

## Représentations musicales
- Le Jugement de Salomon, à trois chœurs, deux violons, et orgue. Histoire sacrée de Giacomo Carissimi.
- Judicium Salomonis, pour solistes, chœur, orchestre, et basse continue H 422. Histoire sacrée de Marc-Antoine Charpentier 1702.
- Solomon, pour solistes, chœur et orchestre de Handel. HWV.67. Oratorio 1749